# 1960年の国鉄スワローズ
1960年の国鉄スワローズ（1960ねんのこくてつスワローズ）では、1960年の国鉄スワローズの動向をまとめる。
この年の国鉄スワローズは、宇野光雄監督の5年目のシーズンである。

## 概要
宇野監督就任5年目、Aクラス入りを目指しているチームはこの年、前年活躍した岩下守道が2番に、遊撃のレギュラーとなった土居章助が8番に入った。打てて走れる佐藤孝夫が1番に、飯田徳治・町田行彦が3番と4番に入ることで得点力改善を目指した。
この年は前年優勝の巨人が主力選手のケガや不振などもあって混戦模様で、8月までは首位の大洋と7ゲーム差で。4位には踏みとどまるだろうと言われていたが、9月に7連敗と5連敗を喫するなど大きく負け越し、大洋の初優勝が決定した10月2日からは4連敗で閉幕。最終的に1953年以来、7年ぶりの最下位に転落。宇野監督は解任された。
投手陣は不動のエース金田正一が20勝22敗と苦戦したが、最多奪三振を獲得。村田元一は18勝、巽一も8勝を挙げ、この3人でチーム勝ち星の半分を稼いだ。チーム防御率も3.09とまずまずだった。打撃陣は安打数はリーグ2位だったが、73本塁打とパンチ力不足だった。シーズンオフには宇野の辞任に伴い、主力打者でキャリアハイの16本塁打を放っていた箱田淳がA級10年選手制度の権利を行使し、大洋へ移籍。前年に巨人から移籍していた岩下も自由契約となり、これもかつての同僚である千葉茂監督の近鉄へ移籍。交換トレードで巨人へ移籍した土居の交換相手は土屋正孝だったが、総じて戦力は低下した。
宇野の後任にはこの年、コーチとして入団していた砂押邦信が就任した。

## チーム成績

### レギュラーシーズン
| 1 | 中 | 佐藤孝夫 |
| 2 | 左 | 岩下守道 |
| 3 | 一 | 飯田徳治 |
| 4 | 右 | 町田行彦 |
| 5 | 二 | 箱田淳   |
| 6 | 捕 | 平岩次男 |
| 7 | 三 | 西岡清吉 |
| 8 | 遊 | 土居章助 |
| 9 | 投 | 金田正一 |

| 順位 | 4月終了時 | 4月終了時 | 5月終了時 | 5月終了時 | 6月終了時 | 6月終了時 | 7月終了時 | 7月終了時 | 8月終了時 | 8月終了時 | 最終成績 | 最終成績 |
| ---- | --------- | --------- | --------- | --------- | --------- | --------- | --------- | --------- | --------- | --------- | -------- | -------- |
| 1位  | 巨人      | --        | 中日      | --        | 中日      | --        | 中日      | --        | 大洋      | --        | 大洋     | --       |
| 2位  | 大阪      | 2.0       | 巨人      | 1.5       | 大洋      | 0.5       | 巨人      | 1.0       | 中日      | 1.5       | 巨人     | 4.5      |
| 3位  | 国鉄      | 2.0       | 広島      | 2.5       | 巨人      | 1.5       | 大洋      | 1.5       | 巨人      | 4.0       | 大阪     | 6.0      |
| 4位  | 中日      | 2.5       | 国鉄      | 3.0       | 広島      | 2.0       | 国鉄      | 2.5       | 大阪      | 6.5       | 広島     | 6.5      |
| 5位  | 大洋      | 3.5       | 大洋      | 4.0       | 国鉄      | 3.0       | 大阪      | 6.0       | 国鉄      | 7.5       | 中日     | 9.0      |
| 6位  | 広島      | 5.0       | 大阪      | 4.0       | 大阪      | 5.0       | 広島      | 7.0       | 広島      | 7.5       | 国鉄     | 16.0     |

| 順位 | 球団             | 勝 | 敗 | 分 | 勝率 | 差   |
| 1位  | 大洋ホエールズ   | 70 | 56 | 4  | .556 | 優勝 |
| 2位  | 読売ジャイアンツ | 66 | 61 | 3  | .520 | 4.5  |
| 3位  | 大阪タイガース   | 64 | 62 | 4  | .508 | 6.0  |
| 4位  | 広島カープ       | 62 | 61 | 7  | .504 | 6.5  |
| 5位  | 中日ドラゴンズ   | 63 | 67 | 0  | .485 | 9.0  |
| 6位  | 国鉄スワローズ   | 54 | 72 | 4  | .429 | 16.0 |

## オールスターゲーム1960
| コーチ     | 宇野光雄 |          |          |
| ファン投票 | 選出なし |          |          |
| 監督推薦   | 金田正一 | 飯田徳治 | 佐藤孝夫 |
| 補充選手   | 村田元一 | 巽一     |          |

## 表彰選手
| リーグ・リーダー | リーグ・リーダー | リーグ・リーダー | リーグ・リーダー |
| 選手名           | タイトル         | 成績             | 回数             |
| ---------------- | ---------------- | ---------------- | ---------------- |
| 金田正一         | 最多奪三振       | 284個            | 3年連続8度目     |

| ベストナイン |
| ------------ |
| 選出なし     |